# Кингспан (стадион)
«Кингспан Стэдиум» (англ. Kingspan Stadium) — регбийный стадион в Белфасте, Северная Ирландия, вмещающий 18 тысяч зрителей. До подписания в 2014 году спонсорского соглашения, рассчитанного на 10 лет, носил название «Рейвенхилл» (англ. Ravenhill). Стадион принадлежит Ирландскому регбийному союзу и является домашней ареной для регбийного клуба «Ольстер». Кроме того, здесь регулярно проходят финальные матчи различных провинциальных соревнований по регби на любительском уровне.

## История
«Рейвенхилл» был построен в 1923 году, а в 1924 принял свой первый матч, в котором встретились провинциальные сборные Ольстера и Ленстера. В том же году на стадионе впервые сыграла сборная Ирландии по регби, проиграв сборной Англии в рамках Кубок пяти наций со счётом 3:14. В 1954 году «зелёные» сыграли на «Рейвенхилле» и в Северной Ирландии последний матч в XX веке, выиграв сборную Шотландии 6:0. В следующий раз сборная сыграла здесь только в 2007 году против итальянской команды в тестовом матче перед чемпионатом мира и победила со счётом 23:20. Встрече предшествовала широкая дискуссия о том, под чьим флагом будет выходить сборная и гимн какой страны будет исполняться.
Помимо встреч сборной Ирландии, «Рейвенхилл» принял и несколько международных матчей других сборных. На стадионе прошло по одному матчу чемпионатов мира 1991 и 1999 годов. В первом встретились сборные Японии и Зимбабве (52:8). Во втором — Австралия и Румыния (57:9). В 2007 году здесь прошёл финал чемпионата мира среди игроков до 19 лет, в котором встретились сборные Новой Зеландии и ЮАР этой возрастной категории. «Блэкс» выиграли со счётом 31:7. Кроме того, в 2015 году, уже на «Кингспан Стэдиум», был сыгран финал плей-офф Про12 между «Глазго Уорриорз» и «Манстером», в котором победу со счётом 31:13 праздновали шотландцы.
13 февраля 1994 года на стадионе также состоялась первая домашняя игра женской сборной Ирландии по регби: хозяйки проиграли Шотландии 0:5.
В северном углу арены находится арка, посвящённая памяти ирландских регбистов, погибших в Первой и Второй мировых войнах. На двух мемориальных досках нанесены строфы из стихотворения Редьярда Киплинга «Recessional».

## Реконструкции

### 2009
Первой реконструкции стадион подвергся в 2009 году. Была обновлена Главная трибуна, а общая стоимость работ составила по разным данным от 3,5 до 5 миллионов фунтов. Проект частично финансировался правительством Северной Ирландии, в частности, Министерством спорта и Департаментом культуры, искусств и досуга. Во время реконструкции «Ольстер» продолжил проводить матчи на «Рейвенхилл», вместимость которого была сокращена на 3,5 тысячи человек. Новая трибуна была официально открыта 9 октября 2009 года перед матчем Кубка Хейнекен против «Бата». В церемонии открытия принял участие Первый министр Северной Ирландии Питер Робинсон.

### 2012—2014
В 2010 году стало известно о планах новой реконструкции стадиона. Как и в прошлый раз проект получил финансирование от Министерства спорта. В ходе работ были построены три новых трибуны, таким образом общая вместимость стадиона увеличилась с 11 до 18 тысяч зрителей. Реконструкция прошла в несколько этапов, поэтому стадион продолжил принимать регбийный матчи. Официальное открытие прошло 2 мая 2014 года перед четвертьфинальным матчем Про12 между «Ольстером» и «Ленстером». Летом того же года права на использование названия стадиона были проданы компании Kingspan Group, которая занимается производством строительных материалов.